# Martyrologium Hieronymianum
Das Martyrologium Hieronymianum oder Martyrologium sancti Hieronymi („Martyrologium des heiligen Hieronymus“) war während des Mittelalters eine im westlichen Europa weit verbreitete und höchst einflussreiche Schrift über die Märtyrer des Ur- und Frühchristentums. Es wurde in Spätantike und Frühmittelalter aus Texten verschiedener geographischer Herkunft zusammengestellt und war das erste Martyrologium mit dem Anspruch, das Märtyrerwesen in seiner Gesamtheit zu erfassen, sowie der Ausgangspunkt für alle abendländischen Nachfolgeschriften. 
Auf Hieronymus verweist der Text eingangs mit einem Hinweis auf dessen Vita Malchi aus dem Jahr 392, wo dieser in der Einleitung seine Absicht deklarierte, eine Märtyrergeschichte  von der Ankunft des Heilands bis in seine Gegenwart zu schreiben. Jedoch geht man heute nicht mehr von einer tatsächlichen Autorschaft des Kirchenvaters Hieronymus aus und nennt die Schrift deswegen auch Martyrologium des Pseudo-Hieronymus. 
Das Martyrologium Hieronymianum hat Listencharakter. Der Großteil der Einträge besteht allein aus Daten, Orten und Namen wie beispielsweise: III id. ian. Romæ, in cymiterio Callisti, via Appia, depositio Miltiadis episcopi. („Am dritten Tag vor den Iden des Januar, zu Rom, im Friedhof des Callistus, an der via Appia, Beisetzung des Bischofs Miltiades.“) Nur vereinzelt werden darüber hinausgehende Informationen geliefert. Martyrologien mit eigentlichen Märtyrerviten, bestehend aus ausführlichen Lebens- und Leidensdarstellungen, sind nicht vor der karolingischen Epoche zu finden (beispielsweise im Martyrologium Adonis). 
Das Martyrologium Hieronymianum ist über einen längeren Zeitraum entstanden und besteht aus verschiedenen, ursprünglich nicht zusammengehörigen Teilen. Die auf heute überkommene Version ist eine frühmittelalterliche Zusammenstellung, die aus einem allgemeinen Martyrologium im Gebiet des römischen Ostens, aus italienischen und afrikanischen Martyrologien und diversen lokalen Martyrologien des merowingischen Gallien schöpft, wobei nach der gängigen Lehrmeinung die Einträge am Anfang jedes Datums aus den frühesten Fassungen dieses Martyrologiums stammen, während die am Ende jeweils im Verlauf der Zeit nachgetragen worden sind. Offensichtlich sind Namen durch Missverständnisse verdoppelt oder entstellt oder Daten je nach lokaler Kulttradition verschoben worden. Über den Entstehungsort des Urtexts gibt es nur Vermutungen. Genannt wird das Patriarchat Aquileia zwischen den Jahren 430 und 450 und die Gegend von Auxerre, wo um 600 eine Überarbeitung und Anreicherung mit gallorömischen Märtyrereinträgen stattgefunden haben soll.
Die wissenschaftliche Beschäftigung mit dem Martyrologium Hieronymianum hat sich als äußerst schwierig erwiesen. Die drei ältesten erhaltenen Manuskripte finden sich in folgenden Codices:
1.) Codex vom Anfang des 8. Jahrhunderts in der französischen Nationalbibliothek Paris, im Kloster Echternach entstanden,
2.) Codex aus der zweiten Hälfte des 8. Jahrhunderts in der Herzog-August-Bibliothek Wolfenbüttel, für das normannische Kloster Saint-Wandrille entstanden und später ins Kloster Weißenburg im Elsass gelangt,
3.) Codex aus dem ersten Drittel des 9. Jahrhunderts in der Burgerbibliothek Bern, in Metz entstanden.
Die Bearbeitung durch Francesco Fiorentini von 1668 blieb während zweier Jahrhunderte unübertroffen. Erst durch die Publikation des wohl zu Anfang des 5. Jahrhunderts in Nikomedia verfassten Martyrologium Syriacum im Jahr 1866 erhielt die Forschung neuen Auftrieb, weil die direkten Einflüsse der orientalischen Schrift auf die westliche erkannt wurden. Als bis heute gültiges Referenzwerk dient die kritische Edition des Martyrologium Hieronymianum durch Giovanni Battista de Rossi und Louis Duchesne aus dem Jahr 1894.